# 木卫三十四
木衛三十四（S/2001 J 10，Euporie）是木星的一顆自然衛星。由斯科特·谢泼德所領導的夏威夷大學研究小組於2001年發現，並以臨時編號S/2001 J 10命名。
其直徑約為兩公里，軌道平均半徑為19,088 Mm，軌道周期為538.780地球日，與黃道間的軌道傾角為145°，運轉方向為逆行，離心率為0.0960。
它於2003年正式以希臘女神歐波里亞（Euporie）命名，她是豐饒女神，同時是希臘神話中荷賴的一員（因此是宙斯的女兒）。
它是阿南刻群中的成员。